# Fibigia compacta
Fibigia compacta är en korsblommig växtart som beskrevs av Karl Heinz Rechinger. Fibigia compacta ingår i släktet Fibigia och familjen korsblommiga växter. Inga underarter finns listade i Catalogue of Life.